# Rudolf von Erlach
Franz Rudolf von Erlach (Bern, 5 november 1860 - aldaar, 25 oktober 1925) was een Zwitsers politicus.
Rudolf von Erlach stamde uit de Bernese patriciërsfamilie Von Erlach. Hij studeerde bouwkunde aan de Eidgenössische Technische Hochschule Zürich (ETH Zürich en promoveerde in 1885 tot bouwkundig ingenieur. Nadien was hij als hoofdingenieur betrokken bij de aanleg van talrijke spoorwegen.
Rudolf von Erlach was lid van de Vrijzinnig Democratische Partij en werd in 1902 in de gemeenteraad van Spiez gekozen. Van 1912 tot 1923 was hij lid van de Regeringsraad van het kanton Bern. Hij beheerde het departement van Bouwzaken. In 1919 stapte hij over naar de Boeren-, Werkers- en Burgers (thans de Zwitserse Volkspartij). Van 1 juni 1914 tot 31 mei 1915 was hij voorzitter van de Regeringsraad (dat wil zeggen regeringsleider) van Bern.
Rudolf von Erlach overleed op 64-jarige leeftijd.

## Trivia
- Hij was een kolonel[1] in het Zwitserse leger
- Tijdens de Eerste Wereldoorlog (1914-1918) was hij commandant van de 7de Infanteriebrigade

## Voetnoten
1. ↑  Hoogste militaire rang in het Zwitserse leger in vredestijd